# Hekel Tavares
Hekel Tavares (Rio Largo, 16 de setembro de 1896 – Rio de Janeiro, 8 de agosto de 1969) foi um compositor, maestro e arranjador brasileiro. Estudou piano com uma tia e, ainda criança, aprendeu harmônica e cavaquinho, mas sua maior paixão era a música popular, principalmente a que vinha dos cantadores de desafios e dos reisados.
Foi para o Rio de Janeiro em 1921 e lá começou a estudar Orquestração com o maestro J. Otaviano. Ao lado de Waldemar Henrique, Marcelo Tupinambá e Henrique Vogeler, sob a influência nacionalista da Semana de Arte Moderna (1922), criou um tipo de música situado na fronteira do erudito e do popular.

## Biografia
Nascido em Satuba, na época um distrito de Rio Largo, Hekel Tavares iniciou-se profissionalmente como compositor de teatro de revista, fazendo em 1926 a música para a peça carnavalesca Está na Hora, de Goulart de Andrade, levada no Teatro Glória. Ainda em 1926 apareceu regendo uma orquestra na revista Plus-ultra, no mesmo teatro.
Sua primeira composição de sucesso foi Suçuarana (parceria com Luís Peixoto), lançada em 1927. Em 1927, para o Teatro de Brinquedo (idealizado por Álvaro Moreira e outros), que funcionava no subsolo do Teatro Cassino Beira-Mar, musicou a peça de estréia, sendo também o pianista desse espetáculo e de outros que se seguiram. Essa experiência de teatro ligeiro e elegante teve pouca duração, pois era ainda muito reduzido o público de alta classe média, para o qual eram dirigidos os espetáculos.
Assim, ainda em 1927, o compositor se viu na contingência de voltar às revistas mais populares dos teatros da Praça Tiradentes e foi também em uma parceria com o compositor Luís Peixoto seu maior êxito popular com a canção Casa de Caboclo gravada por Gastão Formenti na Parlophon em 1928. No mesmo ano de 1928, Patrício Teixeira gravou Eu Ri da Lagartixa, também lançada na Parlophon.
No início da década de 30 Hekel Tavares compôs com muitos parceiros entre os quais Joraci Camargo com quem fez Favela e Leilão, com Ascenso Ferreira a Chove!… chuva!…, com Álvaro Moreira Bahia, com Murilo Araújo Banzo e com Luís Peixoto as canções Na Minha Terra Tem e Felicidade. Em 1933, Jorge Fernandes registrou O Que Eu Queria Dizer ao Teu Ouvido (canção de Hekel Tavares e Mendonça Júnior) e Guacyra (de Hekel Tavares e Joraci Camargo) pela gravadora Odeon.
Lançou sua primeira composição erudita, André de Leão e o Demônio de Cabelo Encarnado, tendo como base um poema de Cassiano Ricardo em 1935. Jorge Fernandes gravou Caboclo Bom, canção composta em parceria com Raul Pederneiras, em 1942, pela Columbia.
Autor de mais de 100 músicas, de 1949 a 1953 percorreu quase todo o Brasil, em missão especial do então Ministério da Educação e Saúde Pública, pesquisando motivos folclóricos que utilizaria em diversas obras, como no poema sinfônico O Anhangüera canção (com argumento de sua esposa, Marta Dutra Tavares, e poemas de Murilo Araújo), e também, toadas sertanejas, maracatus, fox-trot.
Fez com o ritmo alagoano coco obras sinfônicas, peças clássicas como o Concerto para piano e orquestra em formas brasileiras, obras para piano e violino, coro misto, solistas e coros infantis entre outros motivos folclóricos e regionais, tais como: Engenho Novo, Bia-tá-tá.
Ainda com o material obtido na viagem, em 1955 fez Oração do guerreiro, para baixo profundo. Compôs ainda o Concerto para piano e orquestra; o Concerto em formas brasileiras para violino e orquestra; O sapo domado e A lenda do gaúcho, e fantasias infantis. Deixou inacabados: Rapsódia nordestina e Fantasia brasileira, ambas para piano e orquestra, e o drama folclórico Palmares.
Mas Hekel Tavares, pessoa tão importante no cenário musical do inicio do século passado e nosso conterrâneo, acaba passando despercebido pela maioria por causa da retirada da educação musical das escolas em 1960, motivo pelo qual infelizmente nós brasileiros ficamos à mercê de uma formação musical totalmente influenciada pelo mercado discográfico, principalmente o internacional, ou seja, condenados à alienação de ouvir as últimas sensações do momento. Ficam assim desconhecidos os bons e importantes músicos que fizeram o brilhante passado da nossa música, e é justamente por conta disso que não chegam aos nossos ouvidos músicas tão boas quanto às do célebre maestro e compositor alagoano, Hekel Tavares.

## Composições
Aqui estão listadas algumas obras de Hekel Tavares:
- Azulão (c/Luís Peixoto), canção, 1929;
- Bahia (c/Álvaro Moreira), s.d.;
- Banzo (c/Murilo Araújo), canção, 1933;
- Biá-tá-tá (c/Jaime d'Altavitta), coco, 1934;
- Caboclo bom (c/Raul Pederneiras), canção, 1942;
- Casa de caboclo (c/Luís Peixoto), canção, 1928;
- Chove!… chuva!… (c/Ascenso Ferreira), canção, 1931;
- Engenho novo, folclore, 1929;
- Eu ri da lagartixa, cateretê, 1928;
- Favela (c/Joraci Camargo), canção, 1933;
- Felicidade (c/Luís Peixoto), s.d.;
- Funeral de um rei nagô, s.d.; Guacyra (c/Joraci Camargo), canção, 1933;
- Humaitá, coco, 1934;
- Leilão (c/Joraci Camargo), 1933;
- Moleque namorador, fox-trot, 1927;
- Na minha terra tem (c/Luís Peixoto), canção, 1929;
- O que eu queria dizer ao teu ouvido (c/Mendonça Júnior), s.d.;
- Sabiá, canção, 1927;
- Suçuarana (c/Luís Peixoto), toada sertaneja, 1927.

É creditada a Hekel Tavares a autoria da famosa música "As penas do tiê", que foi motivo de batalha judicial com o cantor Raimundo Fagner.